# Luca Bolognini
Luca Bolognini (Dolo, 11 dicembre 1979) è un giurista e saggista italiano, esperto di privacy e protezione dei dati personali.

## Biografia
Figlio dello psicoanalista Stefano Bolognini. Laureato in giurisprudenza all'Università di Bologna. Avvocato cassazionista del foro di Roma, è stato autore e curatore di volumi in materia di protezione dei dati e diritto digitale, per Giuffrè Francis Lefebvre, RCS Etas, Springer e altri editori. Ha pubblicato per Giuffrè Editore, nel 2016, il primo commentario italiano al Regolamento generale sulla protezione dei dati. Suoi anche saggi divulgativi per il Corriere della Sera e Rubbettino Editore.  
Nel 2000, è stato fondatore e presidente dell'azienda libraria Gullivertown Com, poi ceduta nel 2005. Nel 2003, ha pubblicato con Edizioni Pendragon il romanzo generazionale Massimo Sei, per la collana Tempi Nuovi diretta da Roberto Di Marco.
Presidente dell'Istituto Italiano per la Privacy e la Valorizzazione dei Dati, fondato nel 2008, centro studi editore della rivista scientifica Diritto, Economia e Tecnologie della Privacy. L'Istituto ha avviato, negli anni, iniziative quali il corso "Maestro della Protezione Dati & Data Protection Designer" (con il patrocinio del Garante per la protezione dei dati personali, offerto gratuitamente ogni anno, dal 2019, ai cultori della materia italiani) e il generatore online di informative privacy a fumetti. L'Istituto è stato, dal 2015, partner di sei progetti di ricerca e innovazione nei programmi Horizon 2020 e Orizzonte Europa della Commissione Europea: Privacy Flag, ANITA, NgIoT, PREVENT, PREVENT PCP, INSAFEDARE. Nel 2017 Bolognini ha costituito, nell'ambito dell'Istituto Italiano per la Privacy e la Valorizzazione dei Dati, il CNAC (Centro Nazionale Anticyberbullismo), osservatorio e punto di primo orientamento legale gratuito alle vittime e ai loro famigliari, sostenuto pro bono da aziende e studi legali.
Nel 2011, ha fondato con Paolo Balboni lo studio legale internazionale ICT Legal Consulting, con sedi a Roma, Milano, Bologna, Amsterdam e in diversi altri Paesi.
Nel 2012, Bolognini ha condotto, in parallelo a Stefano Quintarelli, una campagna pubblica per la maggiore trasparenza nella selezione dei membri delle autorità indipendenti italiane, ottenendo che fosse accettata dalla Presidenza della Camera dei deputati la prassi di presentazione dei curricula dei candidati all'elezione per il Garante per la protezione dei dati personali. La riforma dell'articolo 153 del Codice in materia di protezione dei dati personali, operata con il decreto legislativo n. 101 del 2018, ha infine recepito nel testo legislativo questa regola di trasparenza per l'elezione dei componenti del Garante.  
A cavallo tra 2014 e 2015, con Corrado Passera e Giulia Bongiorno, è stato tra i fondatori del movimento politico Italia Unica, del quale ha ricoperto il ruolo di responsabile nazionale del programma fino allo scioglimento nel settembre 2016.
Dal 2019 al 2022, ha partecipato alla creazione e ai lavori dell'intergruppo parlamentare sull'intelligenza artificiale.
È dal 2018 co-presidente dell'International Board of Senior Experts di Europrivacy, primo schema di certificazione paneuropeo approvato dal Comitato europeo per la protezione dei dati ai sensi dell'art. 42 del Regolamento generale sulla protezione dei dati.
Dal 2022 è co-presidente della conferenza internazionale Privacy Symposium, che si tiene ogni anno a Venezia presso l'Università Ca' Foscari e ospita i dialoghi tra autorità di protezione dati e governative da paesi di tutto il mondo. 

## Attività scientifica e divulgativa
Bolognini ha contribuito, dal 2009, alla dottrina giuridica europea in materia di protezione dei dati personali, con interpretazioni relative a scenari tecnologici avanzati. Si è occupato, tra l'altro, di neutralità della rete, degli aspetti legali della pseudonimizzazione dei dati e di valorizzazione economica dei dati personali. Ha pubblicato, inoltre, studi sulle nuove forme di trasparenza e privacy per gli utenti di app e servizi online, sulla protezione dei dati personali nel metaverso, sul principio costituzionale di "Stato di diritto umano" e in materia di responsabilizzazione etica e legale dei sistemi di Intelligenza Artificiale.
Nel biennio 2022-2024 ha coordinato il Tavolo Salute nell'ambito dell'iniziativa "State of Privacy" del Garante per la protezione dei dati personali. Nel 2024 ha scritto con Diego Fulco la riforma dell'art. 110 del codice in materia di protezione dei dati personali, in tema di privacy e ricerca scientifica sanitaria, discussa e proposta pubblicamente in seno al Tavolo Salute di "State of Privacy" e poi approvata con la legge n. 56/2024 di conversione del Decreto Legge 19/2024.
Nel 2023 è stato nominato direttore scientifico, con Rosario Imperiali, del Portale tematico IUS Privacy di Giuffrè Francis Lefebvre. 
Ha svolto attività di divulgazione sui temi della privacy online, della tutela degli utenti sui social media e del rispetto della riservatezza nel contrasto all'evasione fiscale. 
A partire dal 2021, seguendo l'esempio de L'arte del diritto di Francesco Carnelutti, Bolognini inizia a pubblicare scritti - poi confluiti nei due libri L'arte della privacy (2021) e Diritto dipinto (2023) - che interpretano istituti giuridici attraverso l'analisi metaforica di opere d'arte.
Nel 2024, ha inventato il gioco da tavolo e videogioco sulla protezione e valorizzazione dei dati DATA! The game, edito sul mercato europeo in italiano, inglese, tedesco, francese e spagnolo.

## Opere
- Massimo Sei, romanzo, Edizioni Pendragon, 2003, ISBN 9788883422195.
- Deontologia privacy per avvocati e investigatori privati, con D. Fulco, Giuffrè Editore, 2009, ISBN 9788814149498.
- Next Privacy – Il futuro dei nostri dati nell'era digitale, con D. Fulco, P. Paganini (autori e curatori), RCS Etas, 2010, ISBN 9788845315848.
- Generazione selfie, Corriere della Sera, 2014, ISBN 9788861268173.
- Il regolamento privacy europeo, con E. Pelino e C. Bistolfi, Giuffrè Editore, 2016, ISBN 8814166595.
- Follia artificiale – Riflessioni per la resistenza dell'intelligenza umana, Rubbettino Editore, 2018, ISBN 9788849854794.
- La responsabilità civile nel trattamento di dati personali e per atti di cybercrime in Martini F. e Rodolfi M. (a cura di) Responsabilità civile dei professionisti e degli altri imprenditori, Giuffrè Editore, 2018, ISBN 9788814229589.
- Codice privacy: tutte le novità del D.Lgs. 101/2018, con E. Pelino, Giuffrè Editore, 2019, ISBN 9788828806158.
- A.I. Artificial Insanity - Reflections on the resilience of human intelligence, Rubbettino Editore, 2019, ISBN 9788849859997.
- Codice della disciplina privacy - Commentario completo a tutta la disciplina in materia di protezione dei dati personali europea e italiana, con E. Pelino, Giuffrè Francis Lefebvre, 2019, ISBN 9788828810230.
- Evolution of Data Protection Norms and Their Impact on the Internet of Things, Voluntary Compliance Commitment Tool for European General Data Protection Regulation, IoT and Cloud Computing: Specific Security and Data Protection Issues, in Ziegler S. (a cura di)  Internet of Things Security and Data Protection, Springer, 2019, ISBN 9783030049843.
- La rappresentanza dei diritti in materia di protezione dei dati personali, tra azioni plurisoggettive e azioni collettive in Barsotti V., De Dominicis F., Pailli G., Varano V. (a cura di) Azione di classe: la riforma italiana e le prospettive europee, Giappichelli, 2020, ISBN 9788892135543.
- Privacy e libero mercato digitale, Giuffrè Editore, 2021, ISBN 9788828829850.
- L'arte della privacy – Metafore sulla (non) conformità alle regole nell'era data-driven, Rubbettino Editore, 2021, ISBN 9788849869835.
- Trasparenza, accesso ai dati e privacy sanitaria, in Cascini F., Gelli F., Hazan M., Zorzit D. (a cura di) Responsabilità, rischio e danno in sanità, Giuffrè Francis Lefebvre, 2022, ISBN 9788828830863.
- El Arte de la Privacidad - Metáforas sobre la (no) conformidad con las reglas en la era de los datos, Rubbettino Editore, 2022, ISBN 9788849871982.
- The art of privacy. Metaphors on (non-) compliance in the data-driven era, Rubbettino Editore, 2022, ISBN 9788849871968.
- Digital Services Act e Digital Markets Act, con E. Pelino, M. Scialdone (autori e curatori), Giuffrè Francis Lefebvre, 2023, ISBN 9788828838258.
- Diritto dipinto – L'arte legale nel tutto digitale, Rubbettino Editore, 2023, ISBN 9788849876147.
- Painted Privacy – Legal art in the all digital era, Rubbettino Editore, 2024, ISBN 9788849879889.
- Valorizzazione economica dei dati personali e basi giuridiche in Cerrina Ferroni G. (a cura di) Commerciabilità dei dati personali, Il Mulino, 2024, ISBN 9788815387912.
- Codice della disciplina privacy - Commentario completo a tutta la disciplina in materia di protezione dei dati personali europea e italiana, seconda edizione, con E. Pelino, Giuffrè Francis Lefebvre, 2024, ISBN 9788828848325.
- Privacy e diritto dei dati sanitari, con S. Zipponi, Giuffrè Francis Lefebvre, 2024, ISBN 9788828855101.
- Data Act. Regolamento europeo sui dati, con E. Pelino, M. Scialdone (autori e curatori), Giuffrè Lefebvre, 2025, ISBN 9788828862406.